# Багрин
Багрин (укр. Багрин) — село, входит в Васильковский район Киевской области Украины.
Население по переписи 2001 года составляло 652 человека. Почтовый индекс — 08623. Телефонный код — 4571. Занимает площадь 1,02 км². Код КОАТУУ — 3221482103.

## Местный совет
08627, Киевская обл., Васильковский р-н, с. Диброва, ул. Ленина,19